# Osterzell
Osterzell è un comune tedesco di 675 abitanti, situato nel land della Baviera.